# Gayle Hunnicutt
Gayle Hunnicutt (Fort Worth, 6 febbraio 1943 – Londra, 31 agosto 2023) è stata un'attrice statunitense.

## Biografia
Figlia di Sam Lloyd Hunnicutt e di Mary Virginia Dickerson, Gayle Hunnicutt frequentò l'Università della California, studiando teatro e letteratura inglese, e lavorando come modella prima di diventare attrice. Il suo debutto nel cinema risale al 1966 con il ruolo di Suzie nel film I selvaggi di Roger Corman, mentre nello stesso anno iniziò anche a lavorare per il piccolo schermo, partecipando a serie come Amore in soffitta e Get Smart. Successivamente fu raccomandata al regista John Guillermin dall'attore George Peppard, per una parte di donna fatale nel film Facce per l'inferno (1967).
La notorietà giunse nel 1969 grazie alla sua partecipazione al poliziesco L'investigatore Marlowe di Paul Bogart, nel quale l'attrice interpretò il ruolo di Mavis Wald, un'affascinante diva hollywoodiana, accanto a James Garner nella parte del detective privato Philip Marlowe. Dopo queste due interpretazioni, in cui si fece notare per l'eleganza e il suo glamour, nello stesso anno la Hunnicutt subentrò a Tippi Hedren nel ruolo di Kassia Lancaster nell'horror Il terrore negli occhi del gatto (1969) di David Lowell Rich, al fianco di Michael Sarrazin ed Eleanor Parker.
Trasferitasi in Inghilterra nel 1970, in seguito al matrimonio con l'attore britannico David Hemmings, la Hunnicutt recitò accanto al marito nei thriller psicologici Frammenti di paura (1970) di Richard C. Sarafian e E se oggi... fosse già domani? (1973) di Kevin Billington, nel dramma La macchina dell'amore (1971) di Jack Haley Jr. e in Running Scared (1972), di cui Hemmings curò anche la regia. Da ricordare anche le sue partecipazioni alla pellicola di spionaggio Scorpio (1973) di Michael Winner, in cui recitò accanto a Burt Lancaster e Alain Delon, e al thriller Dopo la vita (1973) di John Hough.
L'attrice fu molto attiva sul piccolo schermo britannico: interpretò il ruolo di Charlotte Stant nella miniserie The Golden Bowl (1972), adattamento del romanzo omonimo (La coppa d'oro, 1904) di Henry James, e della zarina Alessandra di Russia nella miniserie La caduta delle aquile (1974). Tra le altre sue apparizioni cinematografiche, sono da ricordare quelle nei film Una Magnum Special per Tony Saitta (1976) di Alberto De Martino e La spia senza domani (1976) di Peter Collinson.
All'inizio degli anni ottanta fece ritorno negli Stati Uniti e lavorò ancora per la televisione in serie come Love Boat (1980), Matt Houston (1982) e Fantasilandia (1983). Nel 1984 interpretò il ruolo di Irene Adler, la donna amata da Sherlock Holmes, nel primo episodio della serie Le avventure di Sherlock Holmes, al fianco di Jeremy Brett, mentre dal 1989 al 1991 recitò in 13 episodi del serial Dallas, nel ruolo di Vanessa Beaumont. La sua ultima apparizione sulle scene risale al 1999 con la partecipazione a un episodio della serie CI5: The New Professionals.

## Vita privata
Dal matrimonio con l'attore David Hemmings (sposato il 16 novembre 1968), la Hunnicutt ebbe un figlio, Nolan, divenuto anch'egli attore. Dopo il divorzio da Hemmings nel 1975, a conclusione di un'unione burrascosa, l'attrice si risposò nel 1978 con il giornalista politico britannico Simon Jenkins, da cui ebbe un altro figlio, Edward. Il matrimonio con Jenkins si concluse con il divorzio nel 2009.

## Filmografia

### Cinema
- I selvaggi (The Wild Angels), regia di Roger Corman (1966)
- Facce per l'inferno (P.J.), regia di John Guillermin (1967)
- Il terrore negli occhi del gatto (Eye of a Cat), regia di David Lowell Rich (1969)
- L'investigatore Marlowe (Marlowe), regia di Paul Bogart (1969)
- Frammenti di paura (Fragment of Fear), regia di Richard C. Sarafian (1970)
- La macchina dell'amore (The Love Machine), regia di Jack Haley Jr. (1971)
- Freelance, regia di Francis Megahy (1971)
- Running Scared, regia di David Hemmings (1972)
- Scorpio, regia di Michael Winner (1973)
- Dopo la vita (The Legend of Hell House), regia di John Hough (1973)
- E se oggi... fosse già domani? (Voices), regia di Kevin Billington (1973)
- Notti rosse (Nuits rouges), regia di Georges Franju (1974)
- Delitto in silenzio (The Spiral Staircase), regia di Peter Collinson (1975)
- Una Magnum Special per Tony Saitta, regia di Alberto De Martino (1976)
- La spia senza domani (The Sell Out), regia di Peter Collinson (1976)
- Once in Paris..., regia di Frank D. Gilroy (1978)
- The Saint and the Brave Goose, regia di Cyril Frankel (1979)
- Flashpoint Africa, regia di Francis Megahy (1980)
- Target - Scuola omicidi (Target), regia di Arthur Penn (1985)
- Dream Lover, regia di Alan J. Pakula (1986)
- Turnaround, regia di Ola Solum (1987)
- Zwei frauen - Il silenzio del lago ghiacciato (Zwei frauen), regia di Carl Schenkel (1989)
- È difficile essere un dio (Es ist nicht leicht ein Gott zu sein), regia di Peter Fleischmann (1989)

### Televisione
- Mr. Roberts (Mister Roberts) – serie TV, episodio 1x25 (1966)
- The Beverly Hillbillies – serie TV, 2 episodi (1966)
- Amore in soffitta (Love on a Rooftop) – serie TV, 1 episodio (1966)
- Get Smart – serie TV, episodio 2x16 (1967)
- The Smugglers, regia di Norman Lloyd – film TV (1968)
- Love, American Style – serie TV, 1 episodio (1971)
- ITV Saturday Night Theatre – serie TV, 1 episodio (1971)
- The Golden Bowl – serie TV, 6 episodi (1972)
- Away from It All – serie TV, 1 episodio (1973)
- La caduta delle aquile (Fall of Eagles) – serie TV, 6 episodi (1974)
- Thriller – serie TV, 1 episodio (1974)
- Affairs of the Heart – serie TV, 1 episodio (1974)
- L'Homme sans visage – serie TV, 8 episodi (1975)
- Switch – serie TV, 1 episodio (1975)
- 2nd House – serie TV, 1 episodio (1975)
- BBC Play of the Month – serie TV, 1 episodio (1977)
- Dylan, regia di Richard Lewis – film TV (1978)
- Il ritorno di Simon Templar (Return of the Saint) – serie TV, 2 episodi (1979)
- Intrepid (A Man Called Intrepid) – serie TV, 1 episodio (1979)
- Cronache marziane (The Martian Chronicles) – serie TV, 3 episodi (1980)
- Fantômas – miniserie TV, 3 episodi (1980)
- Love Boat (The Love Boat) – serie TV, 2 episodi (1980)
- Un bacio da un milione di dollari (The Million Dollar Face), regia di Michael O'Herlihy – film TV (1981)
- Lady Killers – serie TV, 1 episodio (1981)
- Matt Houston – serie TV, 1 episodio (1982)
- The Return of the Man from U.N.C.L.E.: The Fifteen Years Later Affair, regia di Ray Austin – film TV (1983)
- Savage in the Orient, regia di Vincent Sherman – film TV (1983)
- Taxi – serie TV, 1 episodio (1983)
- Fantasilandia (Fantasy Island) – serie TV, 1 episodio (1983)
- Philip Marlowe, Private Eye – serie TV, 1 episodio (1983)
- Il brivido dell'imprevisto (Tales of the Unexpected) – serie TV, 1 episodio (1983)
- Le avventure di Sherlock Holmes (The Adventures of Sherlock Holmes) – serie TV, 1 episodio (1984)
- Two by Forsyth, regia di Michael O'Herlihy – film TV (1984)
- The First Olympics: Athens 1896 – serie TV, 1 episodio (1984)
- A Woman of Substance – serie TV, 3 episodi (1985)
- Strong Medicine, regia di Guy Green – film TV (1986)
- Lime Street – serie TV, 1 episodio (1986)
- Dream West – serie TV, 1 episodio (1986)
- The Saint: The Brazilian Connection, regia di Ian Toynton – film TV (1989)
- Dallas – serie TV, 13 episodi (1989-1991)
- Screen Two – serie TV, 1 episodio (1993)
- Racconti di mezzanotte (Tales from the Crypt) – serie TV, 1 episodio (1996)
- CI5: The New Professionals – serie TV, 1 episodio (1999)

## Doppiatrici italiane
- Ada Maria Serra Zanetti in L'investigatore Marlowe, Le avventure di Sherlock Holmes
- Rita Savagnone ne Il terrore negli occhi del gatto, Una Magnum Special per Tony Saitta
- Manuela Andrei in Target - Scuola omicidi